# Bohunice (Nitra)
|  | No s'ha de confondre amb Bohunice (Trenčín) o Jaslovské Bohunice. |

Bohunice és un poble i municipi d'Eslovàquia que es troba a la regió de Nitra, al districte de Levice.

## Història
La primera menció escrita de la vila es remunta al 1270.

## Demografia
| Godina             | 1994 | 2004    | 2014    | 2024    |
| ------------------ | ---- | ------- | ------- | ------- |
| Nombre de persones | 174  | 153     | 133     | 159     |
| Diferència         |      | −12,06% | −13,07% | +19,54% |

| Godina             | 2023 | 2024   |
| ------------------ | ---- | ------ |
| Nombre de persones | 156  | 159    |
| Diferència         |      | +1,92% |